# VfB Königsberg
Maillots
Le VfB Königsberg fut un club sportif allemand localisé dans la ville de Königsberg en province de Prusse-Orientale. De nos jours, Königsberg est Kaliningrad en Russie.

## Histoire
Le club fut fondé le 7 juillet 1900 sous le nom de Fußball-Club Königsberg. En 1907, le cercle adopta l'appellation de VfB Königsberg.
Il commença à disputer des compétitions locale, puis devint membre de la Baltischer Rasendsport Verbands, la fédération régionale de football. De 1907 à 1932, le VfB Königsberg domina copieusement le football de sa région d'origine (12 titres). Il participa plusieurs au tour final du championnat national, mais n'y obtint pas de grands résultats. Toutefois, en 1923, le VfB participa aux demi-finales. Königsberg fut battu (2-3)par Hamburger SV . Il faut signaler que le VfB Königsberg avait été exempté des quarts de finale, car seulement sept clubs étaient engagés.
Après la restructuration des compétitions de football exigée par les Nazis, dès leur arrivée au pouvoir, le VfB Königsberg devint un des fondateurs de la Gauliga Prusse orientale, une des seize ligues voulues par le régime totalitaire. Le VfB conquit cinq titres de cette ligue et obtint d'autres places de vice-champion.
Durant cette période, le club de la province de Prusse-Orientale participa aussi, en 1935 et 1943 à la Tschammer Pokal, (l'ancêtre de l'actuelle DFB-Pokal). Dans cette épreuve, en 1940, Königsberg fut étrillé (0-8), en quarts de finale, par le futur vainqueur, Dresdner SC.
Après la Seconde Guerre mondiale, une grande partie de la province de Prusse-Orientale devint territoire de l'URSS qui souhaitait un accès à la mer Baltique. La région devint l'enclave de Kaliningrad. La population allemande fut expulsée de la région et tous les clubs, dont le VfB Königsberg, furent dissous.

## Anciens joueurs
- Kurt Baluses (de)
- Hans Berndt (de)
- Herbert Burdenski (de)
- Paul Gehlhaar (de)
- Eduard Krause (de)
- Kurt Krause (de)
- Kurt Lingnau (de)
- Erwin Scheffler (de)
- Rudolf Schönbeck (de)

## Hockey sur Glace
En plus du football, le club comptait une section de Hockey sur glace, qui se qualifia mais ne participa pas au tour final du championnat d'Allemagne en 1927 et 1928. En 1931, cette équipe termina 2e de la Berliner Schlittschuhclub.

## Palmarès
- Champion de "Königsberg":  13 (1904, 1905, 1906, 1907, 1908, 1909, 1911, 1912, 1921, 1922, 1923, 1924, 1925)
- Champion de la "Baltique": : 11 (1908, 1909, 1921, 1922, 1923, 1924, 1925, 1926, 1928, 1929, 1930)
- Champion de Gauliga Prusse orientale: 5 (1940, 1941, 1942, 1943, 1944)